# Steve Coogan
Stephen John Coogan, conegut professionalment com a Stephen Coogan (Middleton, Lancashire, 14 d'octubre de 1965) és un actor, guionista, i productor de cinema anglès, que ha estat nominat al BAFTA al millor director, guionista o productor britànic novell com a guionista de The Parole Officer (2001).
La seva filmografia inclou les pel·lícules 24 Hour Party People (2002), Coffee and Cigarettes (2003), Ella Enchanted (2004), Around the World in 80 Days (2004), A Cock and Bull Story (2005), Night at the Museum (2006), Marie Antoinette (2006), Hot Fuzz (2007), Tropic Thunder (2008), In the Loop (2009), Percy Jackson & the Olympians: The Lightning Thief (2010), The Other Guys (2010) i Our Idiot Brother (2011), i va aparèixer en un episodi de la sèrie de televisió Little Britain (2006).

## Biografia
Estudia a la Manchester Polytechnic School of Theatre. Comença a la televisió; es fa famós amb el personatge d'Alan Partridge, que interpreta successivament a la ràdio i a la televisió. El seu paper li val dos BAFTA Awards.
El seu paper a Knowing Me, Knowing You li val el títol de millor actor còmic als British Comedy Awards de 1994. Escriu ell mateix els seus papers : The Paul Calf Diaries i segueix una carrera a la televisió : Coogan's Run, Tony Ferrino's Phenomenon, Wind in the Willow. A l'escena, munta l'espectacle The Man Who Thinks He's It; alhora fa uns altres papers al cinema : Resurrected, The Indian in the Cupboard, 1mour, The Parole Officer l'any 2001. Destaca particularment pels seus papers a 24 Hour Party People i Rodatge en un jardí anglès; les seves interpretacions més conegudes del gran públic són les de Phileas Fogg en La volta al món en 80 dies, i d'Octavius en Night at the Museum.

## Filmografia
- 1989 : Resurrected : Man at Bonfire
- 1994: Steve Coogan: Live 'no Lewd (vídeo) : Steve Coogan / Pauline Calf / Duncan Thickett / Ernest Moss / Paul Calf
- 1995: The Indian in the Cupboard: Tommy Atkins
- 1996: El vent als salzes (The Wind in the Willows): Taupe (Mole)
- 1997: Add-Es Alan... with Alan Partridge (vídeo): Alan Partridge
- 1998: Steve Coogan: The Man Who Thinks He's It (vídeo) : Steve Coogan / Pauline Calf / Duncan Thickett / Tony Ferrino / Paul Calf / Alan Partridge
- 1998: The Revengers' Comedies: Bruce Tick
- 2001: The Parole Officer: Simon Garden
- 2002: 24 Hour Party People: Tony Wilson
- 2003: Coffee and Cigarettes: ella mateixa
- 2004: Ella Enchanted: Heston the Snake (veu)
- 2004: La Volta del món en vuitanta dies (Around the World in 80 Days), de Frank Coraci: Phileas Fogg
- 2005: Finals feliços (Happy Endings) : Charles 'Charley' Peppitone
- 2005: Tristam Shandy (A Cock and Bull Story): Tristram Shandy / Walter Shandy / Steve Coogan
- 2005: Alan Partridge's Top Teen Tunes. (vídeo) : Alan Partridge
- 2005: Alan Meets Roger Daltrey (vídeo) : Alan Partridge
- 2005: Alan Partridge Presents: The Cream of British Comedy (vídeo) : Alan Partridge
- 2006: The Alibi de Matt Checkowski i Kurt Mattila: Ray Elliott
- 2006: Marie Antoinette: Ambaixador Mercy
- 2006: Night at the Museum de Shawn Levy: Octavius
- 2007: Hot Fuzz d'Edgar Wright : L'inspector
- 2008: Tropic Thunder : Damien, el director
- 2008: Hamlet 2: Dana''
- 2009: Night at the Museum: Battle of the Smithsonian: Octavius
- 2010: Marmaduke: Raim (veu)
- 2010: Very Bad Cops: David Ershon
- 2010: The Trip: Steve Coogan (paper propi)
- 2012: Percy Jackson: La Mar dels Monstres: Hadès
- 2012: What Maisie Knew: Beale
- 2012: Es diu Ruby (Ruby Sparks) de Jonathan Dayton i Valerie Faris: Langdon Tharp
- 2013: The Look of Love de Michael Winterbottom: Paul Raymond
- 2013: Alan Partridge: Alpha Papa de Declan Lowney: Alan Partridge
- 2014: Philomena de Stephen Frears: Martin Sixsmith
- 2014: Night at the Museum: Secret of the Tomb: Octavius
- 2017: El sopar (The Dinner)